# Емпиризъм или биогенетизъм
Емпиризъм или биогенетизъм (в западната психология е известно като природа срещу възпитание (nature vs nurture)) е дискусията за ролята на възпитанието, както и съответно личното развитие на база на собствения опит срещу природните фактори във формирането на характера и способностите на човека. Друг вид определение за тази дискусия е, че се спори за значимостта по отношение на наследените качества (физически, умствени) срещу личните опитности.
От страна на емпириците се смята, че голямата част способности и личностни характеристики на човека се формират от въздействието на околната социална и прочее среда, а не се дължат на биологични фактори. В противоположност биогенетиците твърдят, че способностите, характера, IQ и т.н. се дължат вродени генетични характеристики.
Идеята, че хората развиват качествата си изцяло чрез опита се нарича tabula rasa („чиста дъска“). От друга страна идеята, че характеристиките са „закодирани“ изключително в мозъка и следователно наследими се нарича психологически нативизъм.
Психологът Доналд Хеб казва, че е отговорил на въпрос на журналист „кое, опитът или генът, определят повече личността?“ с отговор, „кое допринася повече за площта на триъгълника – дължината на основата или дължината на височината?“
Дискусията между страните на двете противоположни подхода е била особено остра през ХХ век до края на 1970 г., а в България по отношение на ЛГБТ възниква много силно в последните години.
|  | Тази страница частично или изцяло представлява превод на страницата „Социогенетизм или биогенетизм“ в Уикипедия на руски. Оригиналният текст, както и този превод, са защитени от Лиценза „Криейтив Комънс – Признание – Споделяне на споделеното“, а за съдържание, създадено преди юни 2009 година – от Лиценза за свободна документация на ГНУ. Прегледайте историята на редакциите на оригиналната страница, както и на преводната страница, за да видите списъка на съавторите. ВАЖНО: Този шаблон се отнася единствено до авторските права върху съдържанието на статията. Добавянето му не отменя изискването да се посочват конкретни източници на твърденията, които да бъдат благонадеждни. |

|  | Тази страница частично или изцяло представлява превод на страницата Nature versus nurture в Уикипедия на английски. Оригиналният текст, както и този превод, са защитени от Лиценза „Криейтив Комънс – Признание – Споделяне на споделеното“, а за съдържание, създадено преди юни 2009 година – от Лиценза за свободна документация на ГНУ. Прегледайте историята на редакциите на оригиналната страница, както и на преводната страница, за да видите списъка на съавторите. ВАЖНО: Този шаблон се отнася единствено до авторските права върху съдържанието на статията. Добавянето му не отменя изискването да се посочват конкретни източници на твърденията, които да бъдат благонадеждни. |